# Бульський Олександр Михайлович
Олександр Михайлович Бульський (нар. 27 листопада 1936, місто Макіївка Донецької області) — український радянський діяч, новатор виробництва, знатний сталевар Маріупольського металургійного заводу імені Ілліча, лауреат Державної премії УРСР. Член ЦК КПУ в 1976—1981 роках.

## Біографія
З 1960-х років — сталевар мартенівської печі № 6 мартенівського цеху № 1 Ждановського металургійного заводу імені Ілліча Донецької області.
Член КПРС з 1966 року.
Освіта вища. Закінчив Ждановський металургійний інститут.
Автор книги «Творцы стального потока».
Потім — на пенсії в місті Маріуполі Донецької області. Голова ради ветеранів мартенівського цеху Маріупольського металургійного заводу імені Ілліча.

## Нагороди
- ордени
- медалі
- лауреат Державної премії Української РСР
- заслужений металург Української РСР